# Karl Ueberhorst
Karl Ueberhorst (* 19. September 1823 in Elsey; † 5. November 1899 in Dresden) war ein deutscher Opernsänger (Bariton), Opernregisseur und Schriftsteller.

## Leben
Ueberhorst entstammte einem alten westfälischen Bauerngeschlecht. Ursprünglich Jura studierend, betrat er als Mitglied einer Wandertruppe am  15. Januar 1842 zum ersten Mal die Bühne. Nachdem ihn seine musikalischen Mutter ausgebildet hatte, wurde er wiederholt in Opernpartien eingesetzt.
In Mainz hörte ihn der Komponist Conradin Kreutzer singen und schickte ihn zur weiteren Ausbildung nach Wien zu Giovanni Gentiluomo.
1845 bekam er sein erstes Engagement als Bariton am Stadttheater von Chemnitz. Es folgten Engagements in Ballenstedt-Bärenburg (1846, 1848), Rostock und Königsberg (1849 bis 1852), Bremen (1853 bis 1855), Wiesbaden (1855 bis 1857), Detmold (1857 bis 1860), Stettin, in Neustrelitz, Würzburg, Düsseldorf und Kiel (1862 bis 1864), am Volkstheater München (1865), am Thaliatheater Hamburg (1866 bis 1869) und am Carltheater in Wien (1870 bis 1871). 
1872 ging er an das Stadttheater von Nürnberg, wo er hauptsächlich Regie führte, 1881 ans Hoftheater Dresden, wo er bis zu seinem Tode verblieb.
Karl Ueberhorst schrieb außerdem regelmäßig für die Zeitschriften Gartenlaube, Westermanns Monatshefte und die Correspondenz von und für Deutschland.
Verheiratet war er mit der Schauspielerin und Soubrette Minna Wagner.

## Werke (Auswahl)
- Götz von Berlichingen.
- Wallensteins Studentenjahre.
- Die frommen Landsknechte.
- Nürnbergs mittelalterliche Belustigungen.
- Das Plattengewerbe.
- Hans Georg Derfflinger. Ein Reitersang aus alter Zeit. Berlin 1858. Volltext in der Google-Buchsuche